# Троянов, Николай Алексеевич
Николай Алексеевич Троянов (16 декабря 1921, с. Косицкое, Новгородская губерния — 25 марта 2016) — советский и украинский театральный режиссёр и актёр, драматург, публицист, общественный деятель. Заслуженный артист Грузинской ССР (1957), Почётный гражданин Николаева, Почётный член Николаевского Пушкинского клуба.

## Биография
После окончания Оттурицкой средней школы учился в полковой школе в городе Шепетовка.
Участник Великой Отечественной войны. Воевал под Киевом, Ленинградом, в Польше, где был тяжело ранен. Награждён орденами Отечественной войны I степени, Красной Звезды, орденом Богдана Хмельницкого, 18 медалями, в том числе «За оборону Ленинграда», «За оборону Киева», «Ветеран труда».
После войны с отличием окончил Театральное училище им. М. С. Щепкина при Малом театре в Москве (1946—1950). Учителями были знаменитые артисты: Вера Пашенная, Константин Зубов, Евдокия Турчанинова, Николай Анненков.
В 1950—1960 служит в театре имени А. С. Грибоедова в городе Тбилиси. В 1957 удостоен звания Заслуженный артист Грузинской ССР.
С 1960 года — актёр театра имени В.П. Чкалова в городе Николаеве (Украина). Параллельно — режиссёр самодеятельного театра.
В 1964 основал драматическую студию при Доме культуры строителей, с 1969 года — Народный драматический театр.
В 1974 году покидает профессиональную сцену театра, чтобы полностью себя посвятить своему детищу — Народному театру, где поставил более ста спектаклей (одноактные и многоактные, преимущественно писателей-классиков). За 50 лет театром Троянова поставлены драмы и комедии Софокла, В. Шекспира, А. Франса, А. Островского, А. Чехова и др.
Сегодня ученики Н. А. Троянова работают в театрах Николаева, Санкт-Петербурга, Москвы, Германии и др.
Н. А. Трояновым написано два десятка пьес, издано шесть книг, опубликовано двенадцать произведений для театра.

## Пьесы Н. А. Троянова
1. «Мост», поставлена в Летнем театре — май 1959 года (г. Тбилиси);
2. «Счастье начинается сегодня» — 1967 г.;
3. «Гнев», поставлена в русском драматическом театре имени В. П. Чкалова, г. Николаев — 1970 г.;
4. «Приходите свататься» — 1972 г.;
5. «Флора Морено», спектакль был поставлен и единодушно принят на художественном совете театра Советской армии (г. Москва), но широкому зрителю показан не был — 1976 г.;
6. «Игра в мяч» — 1978 г.;
7. «Эстонка» — 1980 г.;
8. «Жених по доверенности» — 1993;
9. «Доктор на полчаса» — 1995;
10. «Верните деньги за обучение» — 1993;
11. «Монсерра» — 1995;
12. «Кассандра и Кретин» — 1995 год, премьера состоялась в Народном театре 30 мая 1996 г.;
13. «Эразм из Роттердама» — 1996 г.;
14. «Шутка Вольтера» — 1996 г., премьера состоялась в Народном театре 9 апреля 1997 года;
15. «Рафаэль» — 1997 г., премьера состоялась в Народном театре 25 мая 1999 года;
16. «Магда» — 1998 г., премьера состоялась в Народном театре 5 мая 2000 года;
17. «Ольвия» — 2001 г.;
18. «Мичман Даль» — 2001 г.;
19. «Подсвечник» — сценическая редакция пьесы Дж. Бруно, выполнена для спектакля Народного театра, сезон 2002—2003 гг.;
20. «Макаров и Верещагин» — 2003 г.;
21. «Триумф старого дома» — 2003 г.;
22. «Сковорода» — 2004 г.;
23. «Завтрак у городского головы» — 2005 г.;
24. «Сны Кати Панны» — 2007 г.;
25. «Кристина» — 2011 г.

Также Николаю Алексеевичу Троянову принадлежит «книга-воспоминаний» — «Люди, которых я встретил», изданная в 2008 г.
Н. А. Троянов в своей книге «Аппиева дорога», выступил и в качестве поэта. Он автор таких стихов, как: «Исповедь», «Тишина над Россией», «Кассандра», «Ты возьми, пожалуйста», «Умиление», «Два блондина», «Седло Перикла», «Так сказал Шекспир», «Цицерон», «Данте» и др.

## Награды
- Орден Отечественной войны I степени
- Орден Красной Звезды
- Орден  Богдана Хмельницкого
- Награждён 18 медалями, в том числе «За оборону Ленинграда», «За оборону Киева», «Ветеран труда»
- Почётный гражданин г. Николаева (2001)